# Peggy Richter
Peggy Richter (* 19. März 1973 in Finsterwalde, verheiratete Peggy Hampel) ist eine ehemalige DDR-Nationalspielerin im Badminton.

## Leben
Sie wurde von ihrem Trainer im Heimatverein in Tröbitz, Jens Scheithauer, kontinuierlich aufgebaut und gewann in den Nachwuchsaltersklassen von 1984 bis 1990 21 Medaillen bei DDR-Meisterschaften. Bis ins Juniorenalter war sie noch gegen ihre Dauerrivalin, der späteren gesamtdeutschen Meisterin Katja Michalowsky, erfolgreich. Bei den letzten DDR-Juniorenmeisterschaften 1990 unterlag sie der Greifswalderin jedoch im Finale, hielt sich aber mit einer weiteren Silbermedaille im Damendoppel und Gold im Mixed schadlos. Durch die bei den Juniorenmeisterschaften 1989 und 1990 gezeigten Leistungen wurde sie 1990 eine der letzten Badminton-Nationalspielerinnen der DDR bei den Erwachsenen. Nach der Wende trat sie ausbildungs- und berufsbedingt auf sportlichem Gebiet kürzer.
Peggy Hampel wohnt heute mit ihrem Mann, ihrem langjährigen Tröbitzer Mannschaftskollegen Marcus Hampel, in Osterhofen.

## Sportliche Erfolge
| Veranstaltung                        | Saison    | Disziplin   | Platz | Sieger |
| ------------------------------------ | --------- | ----------- | ----- | --- |
| DDR-Einzelmeisterschaft AK 10/11     | 1983/1984 | Damendoppel | 3     | Ines Gattermann / Peggy Richter (Fortschritt Tröbitz)                                                                            |
| DDR-Einzelmeisterschaft AK 10/11     | 1984/1985 | Mixed       | 2     | Ulrich Henatsch / Peggy Richter (Lok HfV Dresden / Fortschritt Tröbitz)                                                          |
| DDR-Einzelmeisterschaft AK 10/11     | 1984/1985 | Damendoppel | 2     | Anja Lorenz / Peggy Richter (KWO Berlin / Fortschritt Tröbitz)                                                                   |
| DDR-Einzelmeisterschaft AK 10/11     | 1984/1985 | Dameneinzel | 1     | Peggy Richter (Fortschritt Tröbitz)                                                                                              |
| DDR-Mannschaftsmeisterschaft Schüler | 1984/1985 | Mannschaft  | 1     | Fortschritt Tröbitz (Mirko Czerwenka, Marko Czerwenka, Marcus Hampel, Jean Deinert, Sven Michael, Peggy Richter, Heike Goedicke) |
| DDR-Einzelmeisterschaft AK 12/13     | 1986/1987 | Damendoppel | 1     | Ines Zitzmann / Peggy Richter (Carl-Zeiss Jena-Nord / Fortschritt Tröbitz)                                                       |
| DDR-Einzelmeisterschaft AK 14/15     | 1986/1987 | Mixed       | 1     | Sven Radigk / Peggy Richter (Medizin Luckau / Fortschritt Tröbitz)                                                               |
| DDR-Einzelmeisterschaft AK 12/13     | 1986/1987 | Dameneinzel | 1     | Peggy Richter (Fortschritt Tröbitz)                                                                                              |
| DDR-Einzelmeisterschaft AK 12/13     | 1986/1987 | Mixed       | 1     | Jean Deinert / Peggy Richter (Fortschritt Tröbitz)                                                                               |
| DDR-Einzelmeisterschaft AK 14/15     | 1986/1987 | Damendoppel | 3     | Ines Gattermann / Peggy Richter (Fortschritt Tröbitz)                                                                            |
| DDR-Einzelmeisterschaft AK 16/17     | 1987/1988 | Dameneinzel | 3     | Peggy Richter (Fortschritt Tröbitz)                                                                                              |
| DDR-Einzelmeisterschaft AK 14/15     | 1987/1988 | Dameneinzel | 1     | Peggy Richter (Fortschritt Tröbitz)                                                                                              |
| DDR-Einzelmeisterschaft AK 16/17     | 1987/1988 | Mixed       | 3     | Jean Deinert / Peggy Richter (Fortschritt Tröbitz)                                                                               |
| DDR-Einzelmeisterschaft AK 14/15     | 1987/1988 | Damendoppel | 1     | Peggy Richter / Ines Gattermann (Fortschritt Tröbitz)                                                                            |
| DDR-Mannschaftsmeisterschaft Jugend  | 1988/1989 | Mannschaft  | 2     | Fortschritt Tröbitz (Maik Schubert, Marcus Hampel, Jean Deinert, Thomas Riese, Thomas Winkler, Peggy Richter, Heike Goedicke)    |
| DDR-Einzelmeisterschaft AK 16/17     | 1988/1989 | Dameneinzel | 3     | Peggy Richter (Fortschritt Tröbitz)                                                                                              |
| DDR-Einzelmeisterschaft AK 16/17     | 1988/1989 | Damendoppel | 1     | Katja Michalowsky / Peggy Richter (Einheit Greifswald / Fortschritt Tröbitz)                                                     |
| DDR-Einzelmeisterschaft AK 16/17     | 1988/1989 | Mixed       | 2     | Marcus Hampel / Peggy Richter (Fortschritt Tröbitz)                                                                              |
| DDR-Einzelmeisterschaft AK 16/17     | 1989/1990 | Damendoppel | 2     | Peggy Richter / Jeanette Klinger (Fortschritt Tröbitz / Rotation Erfurt)                                                         |
| DDR-Einzelmeisterschaft AK 16/17     | 1989/1990 | Mixed       | 1     | Ronny Röper / Peggy Richter (Lok Oschersleben / Fortschritt Tröbitz)                                                             |
| DDR-Einzelmeisterschaft AK 16/17     | 1989/1990 | Dameneinzel | 2     | Peggy Richter (Fortschritt Tröbitz)                                                                                              |